# Hyposerica fuliginosa
Hyposerica fuliginosa är en skalbaggsart som beskrevs av Marc Lacroix 1994. Hyposerica fuliginosa ingår i släktet Hyposerica och familjen Melolonthidae. Inga underarter finns listade i Catalogue of Life.